# Distretto di Tianshan
Il distretto di Tianshan (天山区S, Tiānshān QūP) è un distretto della Cina, situato nella regione autonoma di Xinjiang e amministrato dalla prefettura di Ürümqi.